# Stadio Junist' (Černihiv)
Lo Stadio Yunist (in ucraino Стадіон Юність?) è un impianto sportivo di Černihiv, situato in Victory Ave, 110, 16624.

## Storia
Lo stadio è stato inaugurato nel 1975 e si trova a 1,5 km dallo stadio Jurij Gagarin, a 2,5 km dalla Černihiv Arena. Nel 2017 sono iniziati i lavori per la ricostruzione del nuovo stadio. Nello stadio furono realizzate tribune da 3.000 posti, il campo di calcio fu ricoperto di erba artificiale e le piste di atletica furono di gomma. Il seminterrato, dove si trovano il centro medico, gli spogliatoi e le stanze degli arbitri, è stato riparato. La ricostruzione dello stadio Yunost è costata 55 milioni di ₴ nel 2019. Nel 2020 Dmitry Adehiro ha creato un murale con l'immagine di Andrij Jarmolenko, durante la ricostruzione dell'edificio della Yunost Youth Sports School, proprio accanto allo stadio. A causa della guerra nel Donbass, il club dell'Olimpik Donec'k ha dovuto giocare in uno stadio diverso e nell'ottobre 2021 ha giocato nello stadio della Prima Lega ucraina, contro il Kramatorsk nella stagione 2021-22 e ha iniziato a usarlo come uno dei suoi stadi di casa. Il club ha giocato nello stadio anche la partita del 13 novembre 2021 contro il Nyva Ternopil, con la possibilità di giocarci tutta la stagione. Nel 2021 allo Stadio si è svolta una competizione per la Coppa Andrij Jarmolenko in onore di Andrij Jarmolenko. Nell'estate 2022 la squadra del Černihiv, seconda squadra della città è stata promossa nella Perša Liha e il club ha deciso di utilizzare lo Stadio Yunist.

## Museo
Il complesso sportivo ora ospita il Museo della storia del calcio della Regione di Černihiv, dove ha preso un posto di rilievo lo stand dello stesso Andrij Jarmolenko.

## Galleria d'immagini

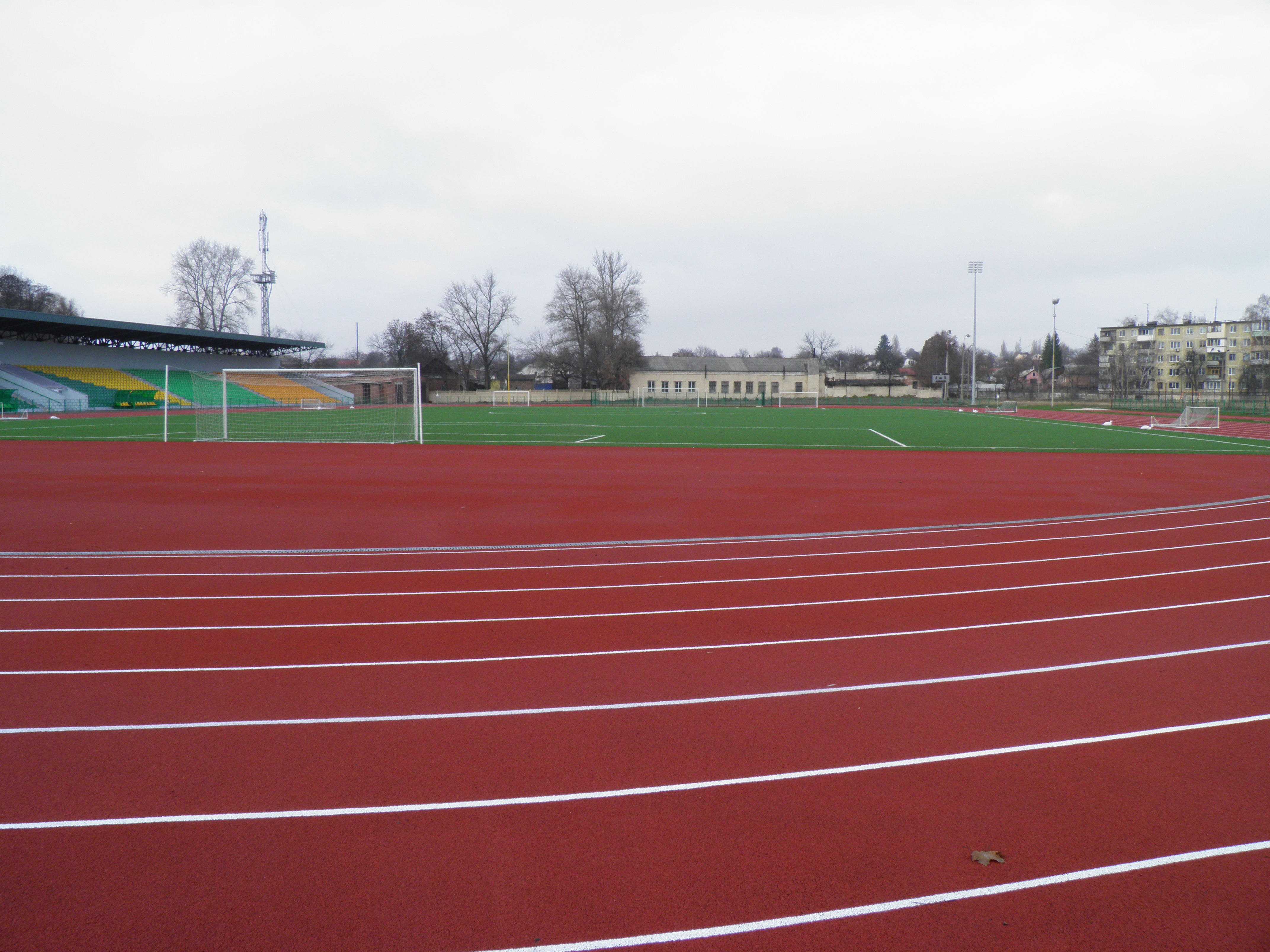
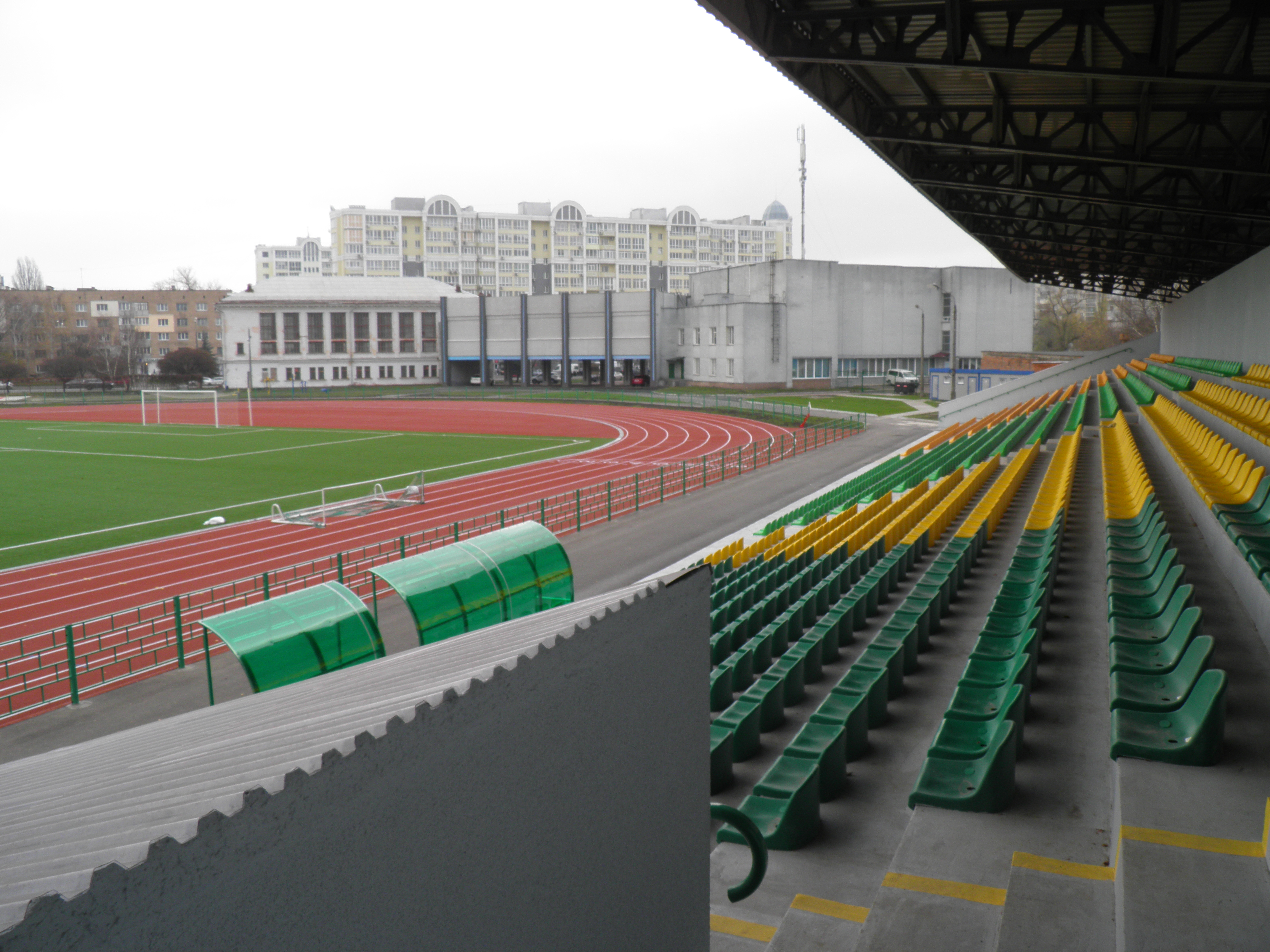

## Eventi sportivi

### Calcio

#### Coppa d'Ucraina
| Černihiv 12 agosto 2024, ore 11:00 EET Secondo turno preliminare | Černihiv  | 0 – 1      | Viktorija Sumy | Stadio Junist |
| \| \| \| \| \| \| Marcatori \| Yevpak 33’ \|                     |           |            |                |               |
|                                                                  |           |            |                |               |
|                                                                  | Marcatori | Yevpak 33’ |                |               |

| Černihiv 3 agosto 2024, ore 11:00 EET Primo turno preliminare | Černihiv  | 1 – 0 | Čajka Petropav. Borščahiv. | Stadio Junist |
| \| \| \| \| \| Fedosov 70’ \| Marcatori \| \|                 |           |       |                            |               |
|                                                               |           |       |                            |               |
| Fedosov 70’                                                   | Marcatori |       |                            |               |

| Arbitro: | A.Mykhailyuk (Žytomyr) |

|            |           |                               |
| Kojdan 19’ | Marcatori | Lytovchenko 35’ Vakulenko 50’ |

#### Derby
| Černihiv 5 febbraio 2022, ore 11:00 EET       | Černihiv  | 1 – 0 | Desna Černihiv | Stadio Junist (50 spett.) |
| \| \| \| \| \| Serdyuk 19’ \| Marcatori \| \| |           |       |                |                           |
|                                               |           |       |                |                           |
| Serdyuk 19’                                   | Marcatori |       |                |                           |